# Grevillea juniperina
Grevillea juniperina är en tvåhjärtbladig växtart. Grevillea juniperina ingår i släktet Grevillea och familjen Proteaceae.

## Underarter
Arten delas in i följande underarter:
- G. j. allojohnsonii
- G. j. amphitricha
- G. j. fortis
- G. j. juniperina
- G. j. sulphurea
- G. j. trinervis
- G. j. villosa